# Норин, Сергей Юрьевич
Сергей Юрьевич Норин (род. 25 июля 1961) — советский футболист, российский тренер.
Воспитанник ДЮСШ «Уралец» Нижний Тагил. Всю карьеру игрока провёл в 1979—1992 годах в «Уральце», играл во второй (1979—1989), второй низшей (1990—1991) лигах первенства СССР и первой лиге России (1992).
В 1993—2001 годах работал судьёй и боковым судьёй на матчах низших лиг.
В 2004 году — тренер, в 2006 — главный тренер «Уральца».
Мастер спорта СССР. Окончил Тюменский государственный университет (2002), специальность «Физическая культура и спорт», квалификация «преподаватель физической культуры и спорта». Тренер в ДЮСШ «Юность».